# Cédric Soares
Cédric Ricardo Alves Soares (sinh ngày 31 tháng 8 năm 1991), thường được biết đến với tên gọi Cédric, là một cầu thủ bóng đá chuyên nghiệp người Bồ Đào Nha hiện đang thi đấu ở vị trí hậu vệ phải cho câu lạc bộ Premier League Arsenal và đội tuyển bóng đá quốc gia Bồ Đào Nha.
Sự nghiệp của anh bắt đầu với Sporting trong 94 trận đấu chính thức trong suốt 4 mùa giải của Primeira Liga và ghi được 2 bàn thắng. Anh đã ký hợp đồng với Southampton vào năm 2015.
Cédric đã có trận ra mắt cho đội tuyển Bồ Đào Nha vào năm 2014. Anh đã có tên trong danh sách đội tuyển của quốc gia này tại Euro 2016, và vô địch cùng đội tuyển Bồ Đào Nha.

## Sự nghiệp câu lạc bộ

### Sporting
Sinh ra ở Singen, Baden-Württemberg, Đức, là những người nhập cư Bồ Đào Nha, Cédric trở về quê hương của bố mẹ ở tuổi lên hai. Anh gia nhập hệ thống đào tạo của Sporting Clube de Portugal vào năm 1999.
Cédric đã có lần ra mắt Primeira Liga với đội đầu tiên vào ngày 8 tháng 5 năm 2011, bắt đầu từ trận thua 0-1 trước Vitória de Setúbal.
Trong trận chung kết cúp quốc gia vào ngày 31 tháng 5 năm 2015 với SC Braga, anh bị đuổi khỏi sân ở phút 14 sau khi để thủng lưới, nhưng Sporting cuối cùng giành chiến thắng trong loạt sút luân lưu.

### Southampton
Vào ngày 18 tháng 6 năm 2015, Cédric ra mắt bản hợp đồng mùa hè thứ hai của Southampton, anh ký hợp đồng bốn năm với câu lạc bộ Anh. Southampton đã trả 6,5 triệu Euro để có được anh. Anh đã ra mắt vào ngày 30 tháng 7, chơi 90 phút trong chiến thắng 3-0 trước Vitesse Arnhem tại sân vận động St. Mary ở vòng loại thứ ba của UEFA Europa League.Mười ngày sau, anh lần đầu tiên xuất hiện ở Premier League,kiến tạo bàn mở tỷ số trong trận hòa 2–2 trước Newcastle United.Cédric ghi bàn đầu tiên cho Southampton vào ngày 18 tháng 3 năm 2018, trong chiến thắng 2–0 trước Wigan Athletic ở vòng 6 FA Cup,đây cũng là trận đấu đầu tiên dưới thời tân huấn luyện viên Mark Hughes

### Inter Milan (cho mượn)
Vào ngày 26 tháng 1 năm 2019, Cédric chuyển đến Inter Milan dưới dạng cho mượn trong phần còn lại của mùa giải

### Arsenal(mượn)
Cédric gia nhập đội bóng Premier League Arsenal theo dạng cho mượn sáu tháng vào ngày 31 tháng 1 năm 2020.
Vào ngày 24 tháng 6 năm 2020,Anh ký hợp đồng chính thức với Arsenal dưới dạng chuyển nhượng tự do.
Cédric có trận ra mắt Arsenal vào ngày 1 tháng 7 năm 2020, vào sân thay người ở phút thứ 77 trong chiến thắng 4–0 trước Norwich City.Vào ngày 18 tháng 1 năm 2021, Cédric có trận đấu đầu tiên tại Premier League trong chiến thắng 3–0 trước Newcastle United.
Vào ngày 22 tháng 5 năm 2022  Anh có bàn thắng đầu tiên tại Premier League cho Arsenal trong chiến thắng 5-1 trước

#### Fulham (cho mượn)
Vào ngày 31 tháng 1 năm 2023, Cédric gia nhập Fulham dưới dạng cho mượn trong phần còn lại của mùa giải. Anh ra mắt vào ngày 11 tháng 2 khi vào sân thay người trong trận đấu với Nottingham Forest.

## Sự nghiệp quốc tế
Cédric đã chơi đủ cho đội tuyển Bồ Đào Nha cấp độ trẻ từ U16 đến U21.
Năm 2016, anh có tên trong danh sách triệu tập của tuyển Bồ Đào Nha cho vòng chung kết Euro 2016. Sau đó anh góp công giúp đội tuyển bóng đá quốc gia nước này đăng quang trên đất Pháp khi đánh bại đội chủ nhà với tỷ số 1-0 ở trận chung kết.
Anh ấy ghi bàn thắng đầu tiên cho đội tuyển quốc gia của mình vào ngày 17 tháng 6 năm 2017 trong trận hòa 2–2 trước Mexico tại FIFA Confederations Cup 2017. Vào tháng 5 năm 2018, anh có tên trong danh sách đội tuyển Bồ Đào Nha tham dự FIFA World Cup 2018.
Vào tháng 3 năm 2021, Cédric được triệu tập vào đội tuyển quốc gia lần đầu tiên kể từ năm 2019, cho các trận đấu ở vòng loại World Cup.  Vào ngày 27 tháng 3, anh ra sân và kiến tạo trong trận hòa 2–2 trước Serbia; đây là trận đầu tiên của anh ấy cho Bồ Đào Nha kể từ tháng 10 năm 2018

## Thống kê sự nghiệp

### Câu lạc bộ
Tính đến 14 tháng 3 năm 2021
| Câu lạc bộ          | Mùa giải            | Giải đấu | Giải đấu | Cúp quốc gia | Cúp quốc gia | Cúp Liên đoàn | Cúp Liên đoàn | Châu Âu | Châu Âu | Tổng cộng | Tổng cộng |
| Câu lạc bộ          | Mùa giải            | Trận     | Bàn      | Trận         | Bàn          | Trận          | Bàn           | Trận    | Bàn     | Trận      | Bàn       |
| ------------------- | ------------------- | -------- | -------- | ------------ | ------------ | ------------- | ------------- | ------- | ------- | --------- | --------- |
| Sporting            | 2010–11             | 2        | 0        | 0            | 0            | 1             | 0             | 2       | 0       | 5         | 0         |
| Sporting            | Tổng cộng           | 2        | 0        | 0            | 0            | 1             | 0             | 2       | 0       | 5         | 0         |
| Académica           | 2011–12             | 24       | 0        | 5            | 0            | 0             | 0             | 0       | 0       | 29        | 0         |
| Académica           | Tổng cộng           | 24       | 0        | 5            | 0            | 0             | 0             | 0       | 0       | 29        | 0         |
| Sporting            | 2012–13             | 13       | 1        | 0            | 0            | 3             | 0             | 7       | 0       | 23        | 1         |
| Sporting            | 2013–14             | 28       | 1        | 3            | 0            | 0             | 0             | 0       | 0       | 31        | 1         |
| Sporting            | 2014–15             | 24       | 0        | 4            | 0            | 0             | 0             | 7       | 0       | 30        | 1         |
| Sporting            | Tổng cộng           | 65       | 2        | 7            | 0            | 3             | 0             | 14      | 0       | 89        | 3         |
| Southampton         | 2015–16             | 24       | 0        | 0            | 0            | 2             | 0             | 1       | 0       | 27        | 0         |
| Southampton         | 2016–17             | 30       | 0        | 0            | 0            | 3             | 0             | 1       | 0       | 34        | 0         |
| Southampton         | 2017–18             | 32       | 0        | 3            | 1            | 0             | 0             | —       | —       | 35        | 1         |
| Southampton         | 2018–19             | 18       | 1        | 2            | 0            | 2             | 0             | —       | —       | 22        | 1         |
| Southampton         | 2019–20             | 16       | 0        | 1            | 0            | 2             | 1             | —       | —       | 19        | 1         |
| Southampton         | Tổng cộng           | 120      | 1        | 7            | 1            | 9             | 1             | 2       | 0       | 138       | 3         |
| Inter Milan (mượn)  | 2018–19             | 4        | 0        | 1            | 0            | —             | —             | 4       | 0       | 9         | 0         |
| Arsenal (mượn)      | 2019–20             | 5        | 1        | 0            | 0            | —             | —             | —       | —       | 5         | 1         |
| Arsenal             | 2020–21             | 9        | 0        | 2            | 0            | 2             | 0             | 7       | 0       | 21        | 0         |
| Tổng cộng           | Tổng cộng           | 14       | 1        | 2            | 0            | 2             | 0             | 7       | 0       | 26        | 1         |
| Tổng cộng sự nghiệp | Tổng cộng sự nghiệp | 230      | 4        | 13           | 1            | 18            | 1             | 29      | 0       | 295       | 6         |

### Quốc tế
Tính đến 27 tháng 3 năm 2021
| Bồ Đào Nha | Bồ Đào Nha | Bồ Đào Nha |
| Năm        | Trận       | Bàn        |
| ---------- | ---------- | ---------- |
| 2014       | 2          | 0          |
| 2015       | 6          | 0          |
| 2016       | 8          | 0          |
| 2017       | 9          | 1          |
| 2018       | 8          | 0          |
| 2021       | 1          | 0          |
| Tổng cộng  | 34         | 1          |

### Bàn thắng quốc tế
| #  | Ngày                | Địa điểm                | Đối thủ | Bàn thắng | Kết quả | Giải đấu        |
| -- | ------------------- | ----------------------- | ------- | --------- | ------- | --------------- |
| 1. | 18 tháng 6 năm 2017 | Kazan Arena, Kazan, Nga | México  | 2–1       | 2–2     | Confed Cup 2017 |